# Michael Morhaime
Michael "Mike" Morhaime (født 1967) er tidligere præsident og medstifter af Blizzard Entertainment (oprindeligt grundlagt i 1991 som Silicon & Synapse)
I 2008 blev Morhaime optaget i Academy of Interactive Arts and Sciences Hall of Fame.